# Ana Neville
Anne Neville (Warwick, 11 de junho de 1456 — Londres, 16 de março de 1485) foi a esposa do rei Ricardo III e rainha consorte do Reino da Inglaterra de 1483 até sua morte. Era filha de Ricardo Neville, 16.º Conde de Warwick e Ana Beauchamp, 16.ª Condessa de Warwick. Seu primeiro marido foi Eduardo de Westmisnter, Príncipe de Gales. Ela foi uma figura chave, se bem que mais ou menos um peão, na Guerra das Rosas.

## Vida

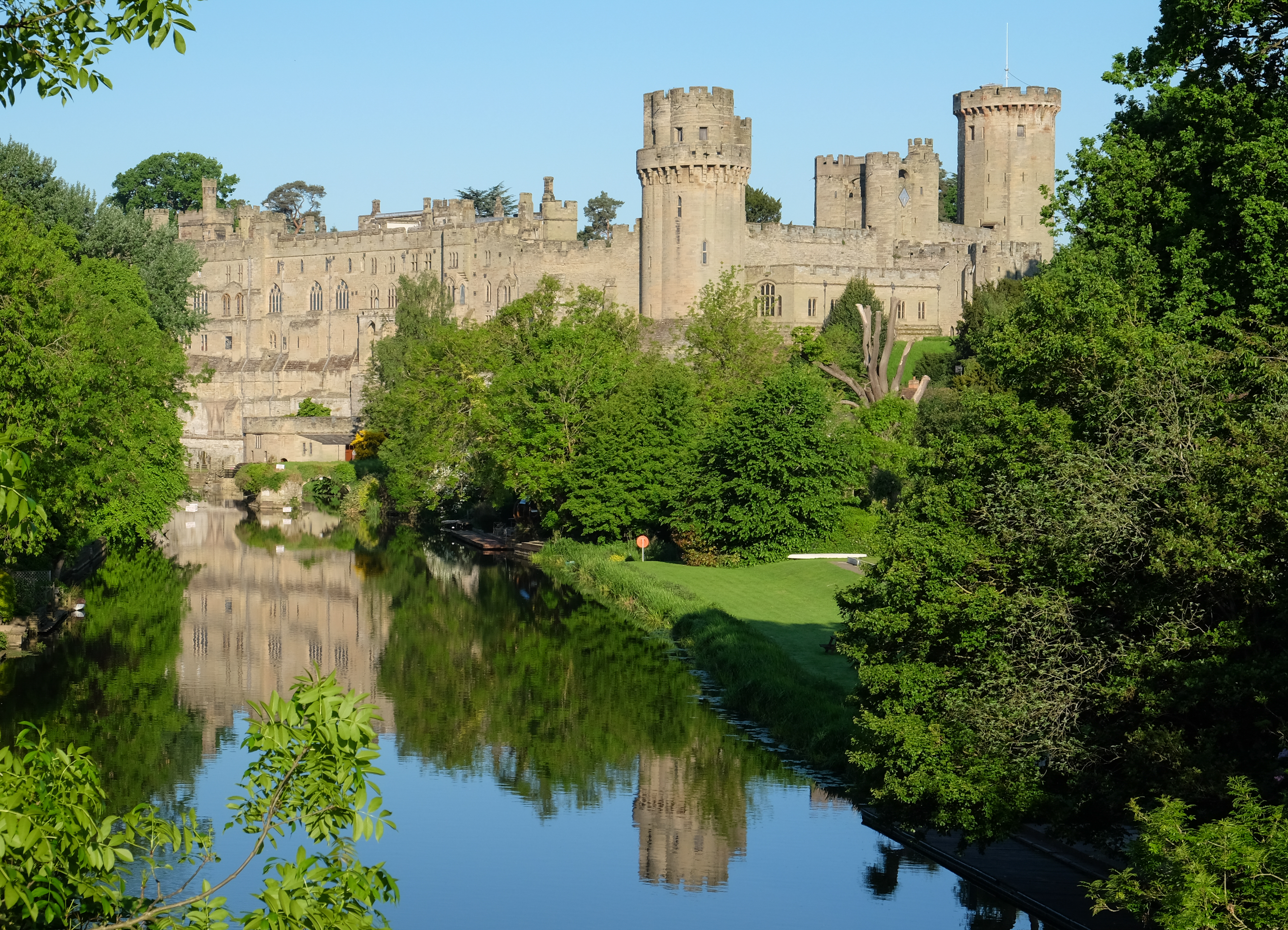
O Castelo de Warwick local onde Ana nasceu no Condado de Warwickshire, Inglaterra.

Ana Neville nasceu em 11 de junho de 1456, no Castelo de Warwick em Londres, Inglaterra, e provavelmente viveu lá e em outros castelos mantidos por sua família quando ela era criança. Ela compareceu a várias celebrações formais, incluindo a festa que celebra o casamento de Margarida de Iorque em 1468.
O pai de Ana, Ricardo Neville, conde de Warwick, foi chamado de Kingmaker por seus papéis inconstantes e influentes na Guerra das Rosas . Ele era sobrinho da esposa do duque de Iorque, Cecília Neville , mãe de Eduardo IV e Ricardo III. Ele adquiriu consideráveis propriedades e riqueza quando se casou com Ana Beauchamp. Eles não tinham filhos, apenas duas filhas, das quais Ana Neville era a mais jovem e Isabel (1451–1476) a mais velha. Essas filhas herdariam uma fortuna e, portanto, seus casamentos eram especialmente importantes no jogo do casamento real.

## Ana como mercadoria para alianças
Em 1460, o pai de Ana e seu tio, Eduardo, duque de Iorque e conde de March, derrotaram Henrique VI em Northampton. Em 1461, Eduardo foi proclamado rei da Inglaterra como Eduardo IV. Eduardo se casou com Isabel Woodville em 1464, surpreendendo Warwick, que tinha planos para um casamento mais vantajoso para ele.
Em 1469, Warwick se voltou contra Eduardo IV e os Iorquistas e se juntou à causa de Lancastre promovendo o retorno de Henrique VI. A rainha de Henrique, Margarida de Anjou , comandava o esforço de Lancastre da França. Warwick casou sua filha mais velha, Isabel, com Jorge, duque de Clarence, irmão de Eduardo IV, enquanto as festas eram em Calais, França. Clarence mudou da festa Iorque para a Lancastre.

## Casamentos

### Eduardo, Príncipe de Gales
No ano seguinte, Warwick, aparentemente para convencer Margarida de Anjou de que ele era confiável (porque ele havia se aliado originalmente a Eduardo IV ao destituir Henrique VI), casou sua filha Ana com o filho de Henrique VI e seu herdeiro aparente, Eduardo de Westminster. O casamento foi realizado em Bayeux em meados de dezembro de 1470. Warwick, Eduardo de Westminster acompanhou a Rainha Margarida quando ela e seu exército invadiram a Inglaterra, Eduardo IV fugiu para a Borgonha.
O casamento de Ana com Eduardo de Westminster convenceu Clarence de que Warwick não tinha a intenção de promover sua realeza. Clarence mudou de lado e juntou-se aos irmãos Iorquistas.

### Ricardo de Gloucester

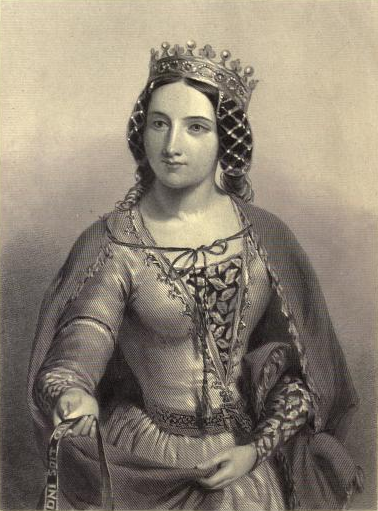
Gravura publicada em 1875 no livro "The Queens of England or Royal Book of Beauty" (ou no livro de 1851 "Biographical Sketches of the Queens of England"), editado por Mary Howitt.

Ao se aliar aos Iorquistas anteriormente, Warwick, além de casar sua filha mais velha, Isabel Neville, com Jorge, duque de Clarence, estava tentando casar sua filha mais nova, Ana, com o irmão mais novo de Eduardo IV, Ricardo, duque de Gloucester. Ana e Ricardo eram primos de primeiro grau uma vez removidos, assim como Jorge e Isabel, todos descendentes de Ralph de Neville e Joana Beaufort . (Joana era a filha legitimada de João de Gante, duque de Lancaster, e Catarina Swynford)
Clarence tentou impedir o casamento da irmã de sua esposa com seu irmão. Eduardo IV também se opôs ao casamento de Ana e Ricardo. Como Warwick não tinha filhos, suas valiosas terras e títulos iriam para os maridos de suas filhas em sua morte. A motivação de Clarence provavelmente era que ele não queria dividir a herança de sua esposa com seu irmão. Clarence tentou acolher Ana como sua pupila, a fim de controlar sua herança. Mas em circunstâncias que não são totalmente conhecidas pela história, Ana escapou do controle de Clarence e se refugiou em uma igreja em Londres, provavelmente com a organização de Ricardo.
Foram necessários dois atos do parlamento para anular os direitos de Ana Beauchamp, mãe de Ana e Isabel, e de um primo, Jorge Neville, e para dividir a propriedade entre Ana Neville e Isabel Neville. Ana, que ficou viúva em maio de 1471, casou-se com Ricardo, duque de Gloucester, irmão de Eduardo IV, talvez em março ou julho de 1472. Ele então reivindicou a herança de Ana. A data de seu casamento não é certa e não há evidências de uma dispensa papal para que parentes próximos se casem. Um filho, Eduardo, nasceu em 1473 ou 1476, e um segundo filho, que não viveu muito, pode ter nascido também. A irmã de Ana, Isabel, morreu em 1476, logo após o nascimento de um quarto filho de curta duração. Jorge, duque de Clarence, foi executado em 1478 por conspirar contra Eduardo IV; Isabel morreu em 1476. Ana Neville se encarregou de criar os filhos de Isabel e Clarence. A filha deles, Margarida Pole, foi executada muito mais tarde, em 1541, por Henrique VIII.

## Descendência
- Eduardo de Middleham (dezembro de 1473 — 9 de abril de 1484), foi o Príncipe de Gales, Duque da Cornualha e Conde de Chester e Salisbury, sendo o único filho de Ricardo III de Inglaterra e Ana Neville. Ele morreu aos dez anos de idade em Middleham.
- Cecília da Inglaterra (13 de maio de 1475 — 14 de maio de 1475), foi uma menina natimorta de Ricardo III e Ana Neville. Os especialistas sugerem que ela viveu pelo menos um dia.

## Vitórias de Iorque, derrotas de Lancastre
Em 14 de abril de 1471 na Batalha de Barnet, o partido Iorquista foi vitorioso, e o pai de Ana, Warwick, e um irmão de Warwick, John Neville, estavam entre os mortos. Então, em 4 de maio, na Batalha de Tewkesbury, os Iorquistas obtiveram outra vitória decisiva sobre as forças de Margarida de Anjou, e o jovem marido de Ana, Eduardo de Westminster, foi morto durante a batalha ou pouco depois. Com seu herdeiro morto, os Iorquistas mataram Henrique VI dias depois. Eduardo IV, agora vitorioso e restaurado, prendeu Ana, viúva de Eduardo de Westminster e não mais Princesa de Gales. Clarence assumiu a custódia de Ana e sua mãe.

## Os jovens príncipes

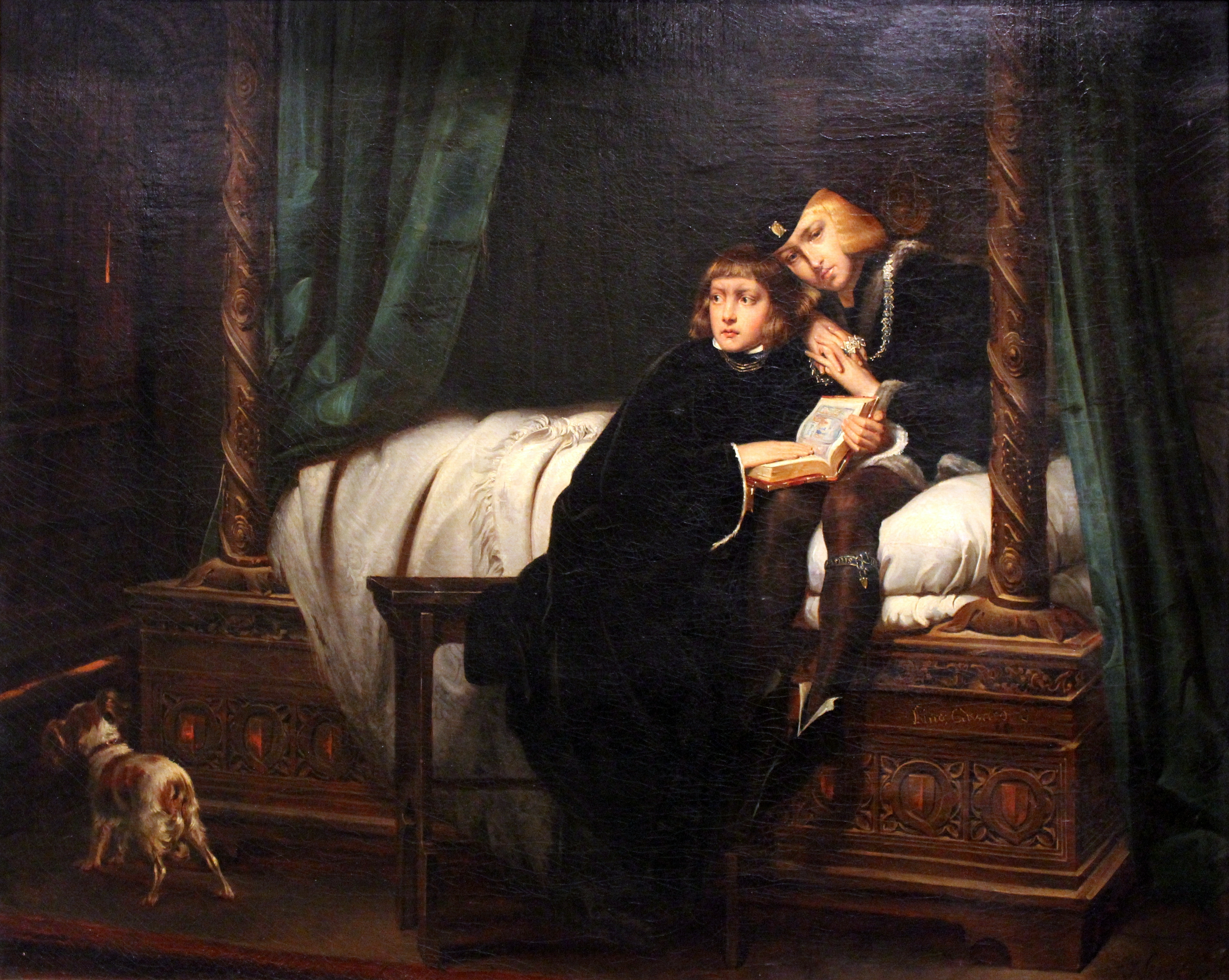
Eduardo V, Rei da Inglaterra, e Ricardo, Duque de Iorque, seu irmão mais novo, conhecido como Príncipes na Torre.

Eduardo IV morreu em 1483. Com sua morte, seu filho menor Eduardo tornou-se Eduardo V. Mas o jovem príncipe nunca foi coroado. Ele foi colocado sob o comando de seu tio, marido de Ana, Ricardo de Gloucester, como protetor. O Príncipe Eduardo e, mais tarde, seu irmão mais novo foram levados para a Torre de Londres, onde desapareceram da história. Presume-se que eles foram mortos, embora não esteja claro quando.
Há muito circulam histórias de que Ricardo III foi o responsável pela morte de seus sobrinhos, os "Príncipes na Torre", para remover pretendentes rivais à coroa. Henrique VII, o sucessor de Ricardo, também tinha motivo e, se os príncipes sobrevivessem ao reinado de Ricardo, teriam a oportunidade de matá-los. Alguns apontaram a própria Ana como tendo a motivação para ordenar as mortes.

### Herdeiros do trono
Enquanto os príncipes ainda estavam sob o controle de Ricardo. Ricardo teve o casamento de seu irmão com Isabel Woodville declarado inválido e os filhos de seu irmão declarados ilegítimos em 25 de junho de 1483, herdando assim a coroa como herdeiro legítimo. Ana foi coroada como Rainha e seu filho Eduardo foi nomeado Príncipe de Gales. Mas Eduardo morreu em 9 de abril de 1484; Ricardo adotou Eduardo, conde de Warwick, filho de sua irmã, como seu herdeiro, provavelmente a pedido de Ana. Anne pode não ter conseguido ter outro filho devido a seus problemas de saúde.

## Morte
Ana, que supostamente nunca foi muito saudável, adoeceu no início de 1485 e morreu em 16 de março. Sepultada na Abadia de Westminster, seu túmulo não foi marcado até 1960. Ricardo rapidamente nomeou um herdeiro diferente para o trono, o filho adulto de sua irmã Isabel, o conde de Lincoln.
Com a morte de Ana, dizia-se que Ricardo estava planejando se casar com sua sobrinha, Isabel de Iorque , para garantir um direito mais forte à sucessão. Logo circularam histórias de que Ricardo envenenou Ana para tirá-la do caminho. Se esse fosse seu plano, ele foi derrotado. O reinado de Ricardo III terminou em 22 de agosto de 1485, quando ele foi derrotado por Henrique Tudor na Batalha de Bosworth. Henrique foi coroado como Henrique VII e se casou com Isabel de Iorque, pondo fim à Guerra das Rosas. Eduardo, conde de Warwick, filho da irmã de Ana e irmão de Ricardo, que Ricardo adotou como herdeiro, foi aprisionado na Torre de Londres pelo sucessor de Ricardo, Henrique VII, e executado depois que ele tentou escapar em 1499.
Os bens de Ana incluíam um livro das "Visões de Santa Matilda",  que ela havia assinado como "Anne Warrewyk".

## Representações fictícias

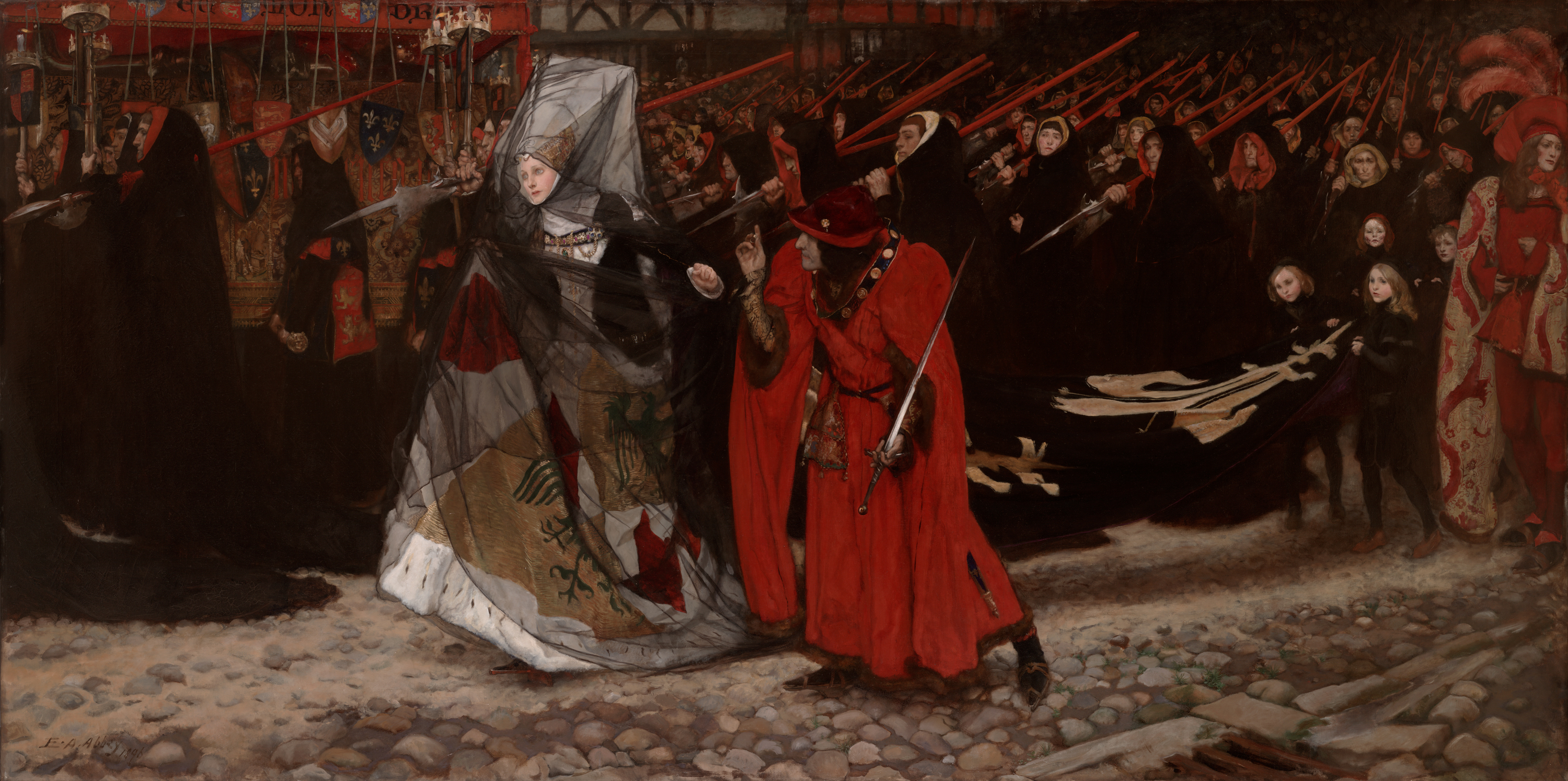
Ricardo, Duque de Gloucester e Lady Ana por Edwin Austin Abbey.

Shakespeare : Em Ricardo III , Ana aparece no início da peça com o corpo de seu sogro, Henrique VI; ela culpa Ricardo pela morte dele e de seu marido, o príncipe de Gales, filho de Henrique VI. Ricardo encanta Ana e, embora ela também o deteste, ela se casa com ele. Ricardo logo revela que não pretende mantê-la por muito tempo, e Ana suspeita que ele pretenda matá-la. Ela convenientemente desaparece quando Ricardo começa um plano para se casar com sua sobrinha, Isabel de Iorque.
Shakespeare tem considerável licença criativa com a história em sua história de Ana. O tempo da peça é muito reduzido e os motivos provavelmente também são exagerados ou alterados para efeito literário. Na linha do tempo histórica, Henrique VI e seu filho, o primeiro marido de Ana, foram mortos em 1471; Ana se casou com Ricardo em 1472; Ricardo III assumiu o poder em 1483 logo depois que seu irmão, Eduardo IV, morreu repentinamente, e Ricardo governou por dois anos, morrendo em 1485.
Ana Neville foi uma personagem importante na minissérie de 2013 "The White Queen ", onde foi interpretada pela atriz inglesa Faye Marsay a minissérie foi baseada no romance de mesmo nome (2009) de Philippa Gregory. Ana foi o tema de "The Rose of York: Love & War", de Sandra Worth, uma obra de ficção histórica de 2003.